# La chiamavan Capinera...
La chiamavan Capinera... è un film del 1957 diretto da Piero Regnoli.

## Trama
Una cantante di scarso successo nota come "Capinera" si infortuna e viene ospitata nella casa di un noto cantante lirico che ha un figlio.